# Julie Delpy (album)
Pour les articles homonymes, voir Delpy.
Albums de Julie Delpy
-
Julie Delpy est le premier album, éponyme, de l'actrice, réalisatrice, scénariste et chanteuse Julie Delpy, sorti le 19 mai 2003 sous le label PIAS.
Trois chansons de cet album, Je t'aime tant, A Waltz for a Night et An Ocean Apart sont interprétées par Julie Delpy dans le film Before Sunset, dont elle partage la tête d'affiche avec Ethan Hawke.

## Liste des titres
Les paroles et musique des chansons sont de Julie Delpy, sauf indication contraire.
| No  | Titre                 | Musique                      | Durée      |
| --- | --------------------- | ---------------------------- | ---------- |
| 1.  | My Dear Friend        |                              | 3 min 15 s |
| 2.  | Mr Unhappy            |                              | 3 min 24 s |
| 3.  | Lame Love             | Marouan Jamai et Mike Meeker | 4 min 8 s  |
| 4.  | Ready to Go           |                              | 4 min 30 s |
| 5.  | Je t'aime tant        |                              | 3 min 51 s |
| 6.  | Something a Bit Vague |                              | 3 min 18 s |
| 7.  | Black & Gray          |                              | 4 min 45 s |
| 8.  | A Waltz for a Night   |                              | 3 min 29 s |
| 9.  | She Don't Care        |                              | 4 min 20 s |
| 10. | And Together          |                              | 3 min 40 s |
| 11. | An Ocean Apart        |                              | 4 min 1 s  |
| 12. | Time to Wake Up       |                              | 3 min 16 s |